# Neneh Cherry

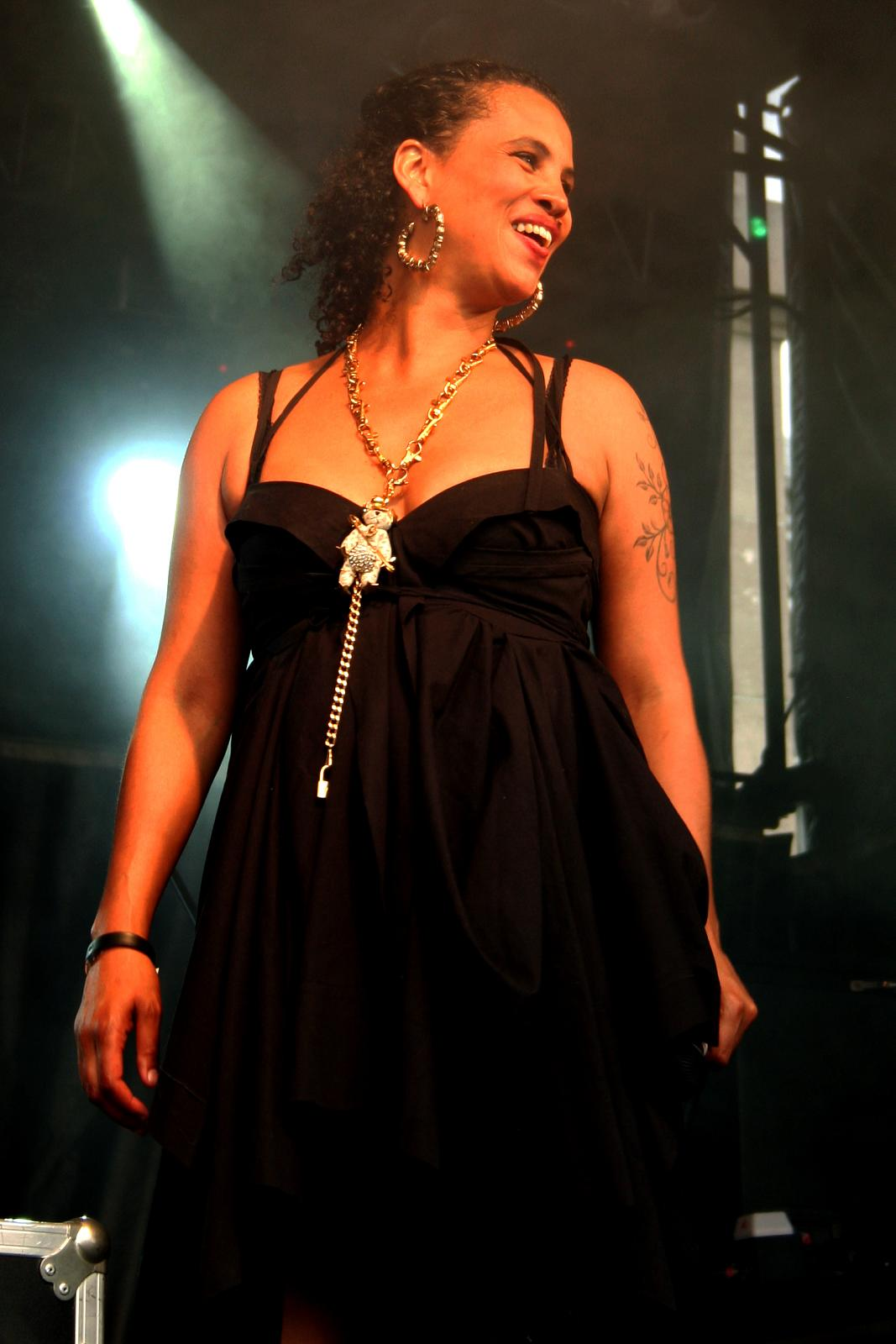
Neneh Cherry al juny de 2008

Neneh Marianne Karlsson Cherry, més coneguda com a Neneh Cherry (Estocolm, 10 de març de 1964) és una cantant, compositora, rapera i disc jockey sueca. La seva música a base de hip-hop és un barreja amb diverses altres influències musicals. Esdevingué famosa mundialment el 1994 arran de l'èxit de la cançó "7 seconds" interpretada amb el cantant senegalès Youssou N'Dour.
Cherry ha publicat cinc àlbums d'estudi sota el seu propi nom. El seu primer, Raw Like Sushi, va ser llançat l'any 1989 i va assolir el número tres de les llistes d'àlbums del Regne Unit, gràcies en gran part a l'èxit mundial "Buffalo Stance". El seu segon àlbum d'estudi va ser Homebrew de 1992. Quatre anys més tard va llançar Man, amb el seu següent àlbum d'estudi, Blank Project, el 2014. El seu àlbum més recent, Broken Politics, va ser llançat el 2018. A més de publicar aquests àlbums d'estudi, va formar la banda cirKus el 2006 i ha va col·laborar amb The Thing", llançant un àlbum titulat The Cherry Thing el 2012. Cherry ha guanyat dos Brit Awards i un MTV Europe Music Award (amb Youssou N'Dour). També ha estat nominada a un premi Grammy.

## Joventut i família
Cherry va néixer com a Neneh Mariann Karlsson a Estocolm, Suècia, filla de Monika "Moki" Karlsson (1943-2009), una pintora i artista tèxtil sueca, i del músic Ahmadu Jah (1936-2018). Jah va néixer a Sierra Leone, Àfrica occidental, fill d'un cap tribal, i va anar a Estocolm per estudiar enginyeria a la universitat. La seva àvia paterna es deia Neneh, i la seva àvia materna es deia Mariann, un nom que mai s'havia anomenat a ningú.
Els pares de Cherry es van separar aviat i la seva mare es va casar amb el músic de jazz nord-americà Don Cherry, que va ajudar a criar Cherry des del naixement. Cherry va prendre el cognom del seu padrastre. Per part de la seva mare, Cherry també té un mig germà, el músic Eagle-Eye Cherry. Per part del padrastre Don Cherry, té una germanastra, el violinista Jan Cherry, i un germanastre, el músic de jazz David Ornette Cherry. A través del matrimoni del seu pare Ahmadu Jah amb Maylen Jah (de soltera Bergström), Cherry és la germanastra de la cantant Titiyo i del productor discogràfic Cherno Jah.
El 1970, els pares de Cherry, Moki i Don Cherry, van comprar i convertir una antiga escola sueca a la zona rural de Tågarp a Hässleholm. A principis de la dècada de 1970, la família es va traslladar als Estats Units, quan Don Cherry va ensenyar al Dartmouth College. El 1977 la família va comprar un loft a la ciutat de Nova York al mateix edifici que Chris Frantz i Tina Weymouth, membres de Talking Heads, amb qui es van fer amics.
Cherry va abandonar l'escola als 14 anys i es va traslladar a Londres.

## Carrera musical
Carrera inicial
Cherry es va traslladar al Regne Unit quan tenia 15 anys, en plena era punk, i recorda haver-hi trobat "la seva gent". Cherry havia conegut Tessa Pollitt, Viv Albertine i "Ari Up from the Slits" abans, mentre el seu padrastre, Don Cherry, estava de gira amb ells i es va endur la Neneh, de 15 anys. Ella i l'Ari vivien en una okupació a Battersea. Es va sentir com a casa, després d'haver-hi acabat perquè "The Slits" van convidar a Don Cherry a anar de gira amb ells amb Prince Hammer i Creation Rebel.
A Londres, Cherry es va unir al grup de "punk rock" The Cherries. Va passar per diverses bandes, com Slits, New Age Steppers, Rip Rig + Panic i Float Up CP. També va ser DJ, tocant música de rap primerenc al pirata reggae Dread Broadcasting Corporation. Cherry ha declarat que va trobar la seva veu cantant juntament amb Poly Styrene de X-Ray Spex. Va créixer en una família de músics; recorda haver cantat amb el seu pare al piano.

## Àlbums

### Raw Like Sushi
Cherry va començar una carrera en solitari el 1982 amb "Stop the War", una cançó de protesta sobre la Guerra de les Malvines. Va treballar amb Jonny Dollar, The The i Cameron McVey (també conegut com Booga Bear), que va co-escriure la major part del seu àlbum debut de 1989, Raw Like Sushi, i amb qui es va casar més tard. Va estar íntimament implicada en l'escena de la cultura urbana de Bristol, treballant com a arranjadora a l'àlbum Blue Lines de Massive Attack, a través del qual va conèixer Dollar. Tant Robert Del Naja com Andrew Vowles de Massive Attack van contribuir a Raw Like Sushi.
El senzill "Buffalo Stance" finalment va assolir el número 3 a la llista de singles del Regne Unit i el Billboard Hot 100 dels EUA i el número 1 a la llista de ball dels EUA. Més senzills llançats entre 1988 i 1990 inclouen "Manchild", "Kisses on the Wind", "Heart" i "Inna City Mama". També va tenir èxit amb "I've Got You Under My Skin", una reelaboració de la cançó de Cole Porter, que va aparèixer a l'àlbum de recaptació de fons "Red Hot + Blue AIDS". El senzill va arribar al número 25 al Regne Unit. Cherry va ser nominada a un premi Grammy l'any 1990 a la categoria de millor artista nou (però va perdre davant Milli Vanilli, que finalment va tenir el seu premi revocat). Va guanyar un Brit Award el 1990 per Raw Like Sushi.
Cherry va causar furor a la premsa quan va interpretar "Buffalo Stance" a Top of the Pops mentre estava embarassada (del seu segon fill, Tyson).

### Homebrew
El segon àlbum de Cherry va ser "Homebrew" de 1992. Homebrew no va tenir tant èxit comercial com el seu predecessor. L'àlbum va tenir cert èxit a diverses llistes de Billboard amb cançons "Buddy X" i "Trout".
"Buddy X" va assolir el número 4 a les llistes de música Billboard Dance Club on va passar un total d'11 setmanes. La cançó també va passar una temporadeta a les llistes de cançons pop de Billboard, així com a les llistes Hot 100, on va assolir el número 22 durant les seves 8 setmanes i va assolir el número 43 en les seves 12 setmanes, respectivament.
El vídeo musical de "Buddy X" va guanyar a Neneh Cherry una nominació a MTV VMA a la cerimònia de 1993 a la categoria de millor vídeo femení, al costat de Janet Jackson, Annie Lennox i k.d. lang, amb lang guanyant el moonman.
"Trout" compta amb veus addicionals de R.E.M. el cantant Michael Stipe que va ajudar a escriure el tema juntament amb Cherry, McVey i Jonathan Sharp i conté mostres d'un riff de guitarra de Steppenwolf, així com la bateria de John Bonham. Amb una emissió a la ràdio de la universitat i una major popularitat, "Trout" va passar un total de 14 setmanes a les llistes de música alternativa de Billboard on va arribar al número 2.
Homebrew també va incloure el treball de Geoff Barrow (a "Somedays"), que més tard va passar a formar part de Portishead.
Es va atribuir un reconeixement addicional als remixes de la cançó "Buddy X". Primer va ser el remix de 1993 de The Notorious BIG, que és considerat per alguns com "una de les grans rareses de Biggie del món". Cherry va declarar que ella i McVey van recollir Biggie per a l'estudi on van quedava per a la sessió. La cançó es va completar en una sola presa. "Buddy X" va tornar a tenir èxit al remix de garatge del Regne Unit de 1999 de Dreem Teem.
"Move with Me" va ser coescrita per Cherry, McVey i Lenny Kravitz.

### Man
1996's Man és un disc en solitari produït per McVey, Jonny Dollar i Christian Falk. El tema principal és "Woman", la seva interpretació de la cançó de 1966 de James Brown "It's a Man's Man's Man's World". Va incloure el senzill d'èxit mundial, "7 Seconds", amb Youssou N'Dour; i "Trouble Man", una versió d'un tema de Marvin Gaye. Un altre tema, "Together Now", va incloure Tricky.
A França, "7 Seconds" va ser el número u durant un rècord de 16 setmanes el 1994. La cançó li va valdre a Cherry la seva segona nominació als Grammy i un MTV Europe Music Award a la millor cançó. Remixes, un àlbum de remixes francès de cançons de Man, es va publicar el 1997.

### Blank Project
Blank Project va ser escrit per Cherry i el seu marit McVey. Paul Simm va co-escriure sis cançons al disc. El disc va ser profundament influenciat per la mort de la seva mare.
Per promocionar l'àlbum, va fer una gira per Europa al febrer i març de 2014. Al gener de 2015, Cherry va actuar com a artista en solitari a la ciutat de Nova York. Cherry està molt connectada amb Nova York, ja que ha visitat o viscut allà de tant en tant des de 1966.

### Broken Politics
Broken Politics, el seu segon àlbum produït per Four Tet, va ser llançat el 19 d'octubre de 2018, i s'ha anomenat "més tranquil i reflexiu" que Blank Project de Cherry. El senzill principal, "Kong", va ser llançat a principis d'agost. Escrivint a The Guardian, Laura Snapes va etiquetar l'àlbum "revelatori" i li va donar una crítica de 5 estrelles.
Per donar suport a l'àlbum, Cherry va fer una gira per Amèrica del Nord, Austràlia i Europa a finals de 2018 i principis de 2019.

### The Versions
El 10 de juny de 2022, Cherry va llançar el seu següent àlbum d'estudi, The Versions. L'àlbum inclou versions reelaborades i reimaginades dels seus senzills anteriors. Compta amb veus de Robyn i Sia.

## Bandes i col·laboracions
"The Cherry Bear Collective", l'antiga companyia de Cherry amb McVey, ara es diu "Nomad Productions" i té la seu a l'oest de Londres.

### CirKus
El 2006, Cherry va formar una nova banda, cirKus, amb Cameron McVey, Lolita Moon (filla de Neneh i Cameron) i Karmil. CirKus va fer una gira per Europa, amb una única actuació nord-americana al Festival de Jazz de Mont-real el juliol de 2006 i unes quantes dates al Brasil el 2008. El primer àlbum de la banda, Laylow, va ser llançat a França el 2006. El 2007 es va publicar una versió remescla/gravada. Un segon àlbum de CirKus, Medicine, va ser llançat a França el març de 2009.

### The Cherry Thing
Al març de 2011, Cherry va col·laborar amb el grup de jazz experimental The Thing, per publicar el disc "The Cherry Thing". The Thing és un trio de jazz noruec i suec, format per Mats Gustafsson (saxos), Ingebrigt Håker Flaten (contrabaix) i Paal Nilssen-Love (bateria). The Thing va prendre el seu nom de la tercera cançó de l'àlbum "Where Is Brooklyn?" del padrastre Don Cherry. L'àlbum The Cherry Thing va ser llançat el juny de 2012 i va ser gravat als "Harder Sound Studios" de Londres, Anglaterra i als "Atlantis Studios" d'Estocolm, Suècia.

Durant una entrevista de l'1 de juny de 2012 amb Kirsty Lang, emesa com a part del podcast diari Front Row de la BBC Radio 4, Cherry va parlar de l'àlbum inspirat en el jazz, dient que The Thing es va inspirar en el treball del padrastre de Cherry, però que la banda fa d'aquesta inspiració la seva inspiració. propi.
| « | "Crec que ho estem agafant, a un altre lloc. Crec que això és molt important" | » |

, va dir Cherry. Una de les cançons del disc, "Golden Heart", va ser escrita per Don Cherry; Christer Bothén, un músic que tocava amb Don Cherry, va ser convidat a tocar a l'àlbum i els va cridar l'atenció la cançó.
L'àlbum inclou temes interpretats originalment per una barreja eclèctica d'artistes, com ara l'artista de hip-hop MF Doom, Martina Topley-Bird Suicide i The Stooges. La majoria de les cançons es van gravar juntes en directe.

## Altres projectes musicals
Encara que Cherry ha publicat només un grapat d'àlbums, ha col·laborat sovint amb altres artistes. El 2005, va col·laborar amb Gorillaz a la cançó "Kids with Guns" de l'àlbum "Demon Days".

### RocketNumberNine
El 2013, Cherry va col·laborar amb el duo londinenc RocketNumberNine (anomenat així per una cançó de Sun Ra), també conegut com els "Page Brothers", Ben i Tom Page, per gravar un àlbum anomenat "MeYouWeYou". També es va unir a ells per interpretar l'àlbum sencer en directe al Festival Internacional de Manchester el juliol de 2013. El disc és un disc de 10 temes que Cherry va escriure amb McVey, que van portar amb només veus a RocketNumberNine, que després va fer la seva interpretació musical a tots els temes. Van gravar l'àlbum en directe a Woodstock, Nova York, amb Vortex. Els 10 temes es van gravar en cinc dies. Cherry l'anomena sense por i hardcore.

## Estil musical
Cherry va dir que mai s'ha pensat en ella mateixa com a raper. Es veu a si mateixa com una "cantant que fa una mica de rap".
Entrar a la indústria musical dels Estats Units no va ser una experiència positiva per a Cherry. Va dir que, tot i que "Buffalo Stance" li va donar un moment d'encreuament principal als Estats Units, va trobar que la indústria de la música nord-americana estava molt lligada a segells i identitats de gènere.

## Altres treballs
A principis de la dècada de 1980, Cherry era DJ a la ràdio DBC, Dread Broadcasting Corporation, una estació de ràdio pirata.
Cherry va aparèixer com a no cantant als vídeos de "Big Audio Dynamite" per a "Medicine Show" (1985) i "C'mon Every Beatbox" (1986), ballant a l'escenari amb altres persones durant l'actuació de la banda. A finals de la dècada de 1980, va ajudar a finançar la banda Massive Attack.
A principis de 2004, Cherry va presentar Neneh Cherry's World of Music, una sèrie de sis parts emesa a BBC Radio 2. L'abril de 2007, va presentar un programa de cuina de sis parts Neneh and Andi – Dish It Up amb la seva amiga Andrea Oliver per a BBC Two. Neneh i Andi van aparèixer a "The F-Word" de Gordon Ramsay com a part de la brigada amateur.
El novembre de 2013, Cherry va contribuir al projecte d'art/llibre d'àudio Ällp escrit per Lars Yngve. El cantant Peps Persson va aportar música, mentre que Cherry, Björn Ranelid i unes quantes altres celebritats, totes amb les seves arrels al comtat més meridional de Suècia, Skåne, van gravar el llibre en dialecte Skånska/escani (no "suec estàndard", també conegut com Rikssvenska).
Cherry, un breu documental sobre Neneh Cherry, va ser llançat per la revista The Face a YouTube el 23 de març de 2022.

## Vida personal
El 1983, Cherry es va casar amb el bateria Bruce Smith i va tenir una filla, Naima. Es van divorciar el 1984. Naima és una fotògrafa londinenca, que va tenir un fill anomenat Louis Clyde Flynn Love (que s'anomena Flynn) el 2004.
El 1986, Cherry va conèixer el productor i membre de Morgan-McVey Cameron "Booga Bear" McVey a l'aeroport d'Heathrow. Cherry i McVey anaven de camí al Japó com a models de moda com a part del Buffalo Posse del dissenyador londinenc Ray Petri. Cherry va proposar, i la parella es va casar el 1990. Cherry i McVey tenen dues filles: la cantant Tyson, nascuda el 1989 (també coneguda com a Lolita Moon) i Mabel McVey, nascuda el 1996.[36] La primera (que llança senzills amb el seu nom estilitzat com TYSON) era la filla de la qual Cherry estava embarassada a Top of the Pops el 1988 i apareix al vídeo "Manchild", mentre que la segona. és el cantant que ha col·laborat en senzills amb Clean Bandit, Tiësto i Joel Corry.
Cherry i Cameron McVey tenen una relació de treball col·laboratiu: McVey va produir i co-escriure Raw Like Sushi. Junts han donat suport a una varietat d'actes britànics i van estar al grup cirKus junts, amb Cameron McVey conegut com Burt Ford i Tyson com Lolita Moon durant aquest temps. Cherry té un fillastre, Marlon Roudette (antic líder de Mattafix), a través de la relació anterior de McVey amb Vonnie Roudette.
Els Cherry-McVey han viscut per tot Europa. El 1993 es van traslladar a prop de Màlaga, Espanya, i hi van viure fins al 1999. El 1995 van viure breument a la ciutat de Nova York. Van comprar una casa a la secció de Fort Greene de Brooklyn. No obstant això, poc després de traslladar-se, la parella va ser detinguda a punta de pistola i robada per un adolescent matón. Tota la família va tornar a fer les maletes i va tornar a Berkley Grove a Primrose Hill de Londres.
Després van tornar a la casa d'infantesa de Cherry a Hässleholm, Suècia, vivint a la mateixa escola convertida a casa (que apareix a l'art de l'àlbum Homebrew) en la qual Cherry es va criar quan era nen.
La família té una casa de camp a prop de Birmingham i Wolverhampton, apartaments a Londres i Estocolm, a més de la casa familiar a l'antiga escola del comtat de Skåne que ella i el seu mig germà van heretar quan la seva mare va morir el 2009. A partir del 2014, Cherry diu que es desplaça entre Londres i Estocolm.

### Estil
Des de finals de la dècada de 1980, Cherry ha treballat sovint amb l'estilista i dissenyadora de joies Judy Blame.
En el seu estil de carrer, Cherry cita LL Cool J com a influència, així com el fotògraf Jean-Baptiste Mondino, Judy Blame i el dissenyador Ray Petri.

## Discografia
- Raw Like Sushi (1989)
- Homebrew (1992)
- Man (1996)
- Neneh Chérie Remixes (1997)
- The Cherry Thing (2012)
- Blank Project (2014)
- Broken Politics (2018)
- The Versions (2022)

Per la llista de premis aneu a (anglès)

## Guardons
- 1990: Grammy al millor nou artista (nominada)